# Phanerotoma permixtellae
Phanerotoma permixtellae är en stekelart som beskrevs av Fischer 1968. Phanerotoma permixtellae ingår i släktet Phanerotoma och familjen bracksteklar. Inga underarter finns listade i Catalogue of Life.